# Bleu des Basques
De Bleu des Basques is een Franse kaas, een halfharde kaas afkomstig uit Frans-Baskenland. De kaas wordt geproduceerd door de coöperatie Berria, in de kaasmakerij Onetik in Macaye, vandaar dat de kaas ook onder die naam bekendstaat.
De kaas wordt gemaakt van schapenmelk, afkomstig van schapen van de rassen Basco-Béarnaise of Manech. Het is een stevige kaas, die blauwe aderen heeft. De kaas heeft een geel-witte buitenkant en heeft blauwe stippen.